# رنچیتا (کالیفرنیا)
رانچیتا (به انگلیسی: Ranchita) یک منطقهٔ مسکونی در ایالات متحده آمریکا است که در شهرستان سن دیگو، کالیفرنیا واقع شده‌است. رانچیتا ۱٬۲۳۹٫۰۳ متر بالاتر از سطح دریا واقع شده‌است.